# Amador Transit
Amador Transit, of het Amador Regional Transit System (ARTS), is een Amerikaans openbaarvervoerbedrijf uit Californië dat Amador County bedient. Amador Transit kwam tot stand in november 1977. Het agentschap biedt sinds het najaar van 1999 naast busdiensten in Amador County ook bussen naar Sacramento aan. Op lijn 1, die naar Sacramento gaat, zijn er haltes aan University/65th Street, waar reizigers kunnen overstappen op de Gold Line van RT (lightrail), en aan het Amtrak-station van Sacramento. In samenwerking met Yolobus kunnen reizigers met de bus ook naar de internationale luchthaven van Sacramento. In Jackson kunnen reizigers overstappen op de bussen van Calaveras Transit.
Er zijn zeven vaste buslijnen. De bussen rijden uitsluitend tijdens de werkweek. Het bedrijf heeft nu 12 autobussen in dienst.